# 史楫
史楫（1214年—1272年），字大济，永清（今河北永清县）人，元朝政治人物。史天倪的长子。
1239年，史楫知中山府事。转任征南行军万户，跟随叔父史天泽攻打宋朝蕲州、黄州等地。善抚士卒，所向有功。1241年，由史天泽所引，觐见窝阔台，授真定路兵马都总管，佩金虎符，辖真定所属三十余城。1251年，蒙哥议征包银，他请以银与物折，并减其额。又请立银钞相权法，以通商旅，被大汗采纳。中统元年（1260年），元世祖即位，任命他为真定路总管、同判本道宣抚司事。信赏罚、任贤良，所举荐州县佐史有文学之才得三十余人，后来都知名于时。中统三年（1262年），李璮之乱平定后，元世祖罢除诸侯子弟兵权，史楫解职归家。其子常德管軍总管史炫、孟州知州史煇、同知東昌府事史燧、潼关提举史煊、僉广西按察司事史煬。